# Đại Độ Khẩu
Đại Độ Khẩu (tiếng Trung giản thể: 大渡口区, Hán Việt: Đại Độ Khẩu khu) là một quận tại thành phố trực thuộc trung ương Trùng Khánh, Cộng hòa Nhân dân Trung Hoa. Quận này nằm ở tây nam Trùng Khánh, bên sông Trường Giang. Ở đây có Khu phát triển công nghệ cao và mới.